# Сар-Кубе
Сар-Кубе (перс. سركوبه) — село в Ірані, у дегестані Гамзеглу, в Центральному бахші, шагрестані Хомейн остану Марказі. За даними перепису 2006 року, його населення становило 300 осіб, що проживали у складі 92 сімей.

## Клімат
Середня річна температура становить 12,62°C, середня максимальна – 30,95°C, а середня мінімальна – -9,14°C. Середня річна кількість опадів – 215 мм.
| Клімат поселення                              | Клімат поселення | Клімат поселення | Клімат поселення | Клімат поселення | Клімат поселення | Клімат поселення | Клімат поселення | Клімат поселення | Клімат поселення | Клімат поселення | Клімат поселення | Клімат поселення | Клімат поселення |
| Показник                                      | Січ.             | Лют.             | Бер.             | Квіт.            | Трав.            | Черв.            | Лип.             | Серп.            | Вер.             | Жовт.            | Лист.            | Груд.            |                  |
| Середній максимум, °C                         | 9,45             | 10,98            | 15,88            | 20,00            | 24,13            | 30,70            | 30,95            | 30,35            | 26,88            | 21,17            | 15,15            | 8,96             |                  |
| Середня температура, °C                       | 0,14             | 1,68             | 6,57             | 10,68            | 14,84            | 21,41            | 24,72            | 24,11            | 20,64            | 14,94            | 8,93             | 2,74             |                  |
| Середній мінімум, °C                          | −9,14            | −7,61            | −2,72            | 1,40             | 5,53             | 12,10            | 18,50            | 17,88            | 14,40            | 8,70             | 2,70             | −3,48            |                  |
| Норма опадів, мм                              | 35               | 34               | 39               | 26               | 18               | 2                | 2                | 1                | 0                | 8                | 21               | 29               |                  |
| Середньомісячна швидкість вітру, м/с          | 1.89             | 1.98             | 2.92             | 2.83             | 2.68             | 2.43             | 2.42             | 2.26             | 2.16             | 2.18             | 1.90             | 1.42             |                  |
| Середньомісячна сонячна радіація, кДж/м²·день | 9507             | 12945            | 15400            | 18732            | 22577            | 26795            | 25836            | 24386            | 21434            | 16009            | 11359            | 9335             |                  |
| --------------------------------------------- | ---------------- | ---------------- | ---------------- | ---------------- | ---------------- | ---------------- | ---------------- | ---------------- | ---------------- | ---------------- | ---------------- | ---------------- | ---------------- |
| Джерело:                                      |                  |                  |                  |                  |                  |                  |                  |                  |                  |                  |                  |                  |                  |